# Капітолій штату Каліфорнія
Капітолій штату Каліфорнія (англ. The California  State Capitol) — адміністративна будівля, в якій працюють органи влади штату Каліфорнія. Капітолій розташований у м. Сакраменто.
Споруду в неокласичному стилі було зведено між 1860 і 1874 роками в західній частині Капітолійського парку. Капітолій і територія були внесені до Національного реєстру історичних місць з 1973 року, а в 1974 році були включені до списку історичних пам'яток Каліфорнії з повторною посвятою 9 січня 1982 року на ознаменування завершення проєкту реставрації, присвяченого 200-річчю капітолія.

## Історія
Сакраменто було обрано столицею штату Каліфорнія у 1854 р. через центральне розташування, доступність пароплавів, що подорожують вгору по річці Сакраменто, і наявність приміщень для законодавців штату.
У 1860 році нова, чотириквартальна ділянка, обмежена вулицями L, N, 10-ю та 12-ю, була передана державі/штату для будівництва Капітолія штату. Нова ділянка була вигідно розташована в двох кварталах від ділового району міста.
Почали будівництво Капітолія штату Каліфорнія за проєктом архітектора Рубена Кларка 1860 року. Відповідно до положень Акту 1860 року, 19 травня 1860 року уповноважені вибрали проєкт Майнера Фредеріка Батлера серед семи запропонованих планів. Будівництво розпочалося 24 вересня 1860 року, а наріжний камінь було закладено 15 травня 1861 року. Будівля в стилі класицизму була призначена для розміщення законодавчої, виконавчої та судової гілок влади. Будівництво просувалося повільно через фінансування і дефіцит поставок під час громадянської війни і руйнівні повені взимку 1861—1862 років, що вимагало підняття фундаменту будівлі на шість футів. Урядова діяльність почалася в новій будівлі в 1869 році, хоча будівля остаточно не була оголошена завершеною до 1874 року.
На початку 1900-х років Бібліотека штату Каліфорнія (Державна бібліотека Каліфорнії), яка з 1869 року розташована в будівлі Капітолія, та інші державні департаменти гостро потребували місця. 1906 року Капітолій реконструювали і додали четвертий поверх. Однак кілька державних установ, включаючи Верховний суд, раніше переїхали до Сан-Франциско, що поставило Сакраменто під загрозу втрати статусу столиці штату.
Населення Каліфорнії знову збільшилося під час Другої світової війни, і Капітолія знову довелося пристосовуватися до цього зростання. У старій сімдесятирічній будівлі більше не було місця для додаткових офісних приміщень, тож урядовці запропонували добудувати оригінальну будівлю Капітолія.
У 1944 році урядовці оприлюднили плани «Східної прибудови», щоб допомогти пристосуватися до зростання уряду. Оскільки нове розширення безпосередньо примикало до оригінального Капітолія, видатну апсиду на східній стороні довелося знести.
Будівництво почали 1949 року і завершили 1951 року. Нове крило, спроєктоване в «модифікованому класичному стилі», доповнювало архітектуру оригінального Капітолія. Протягом 1951 — 2023 років шестиповерхова східна прибудова площею 250 000 квадратних футів забезпечувала необхідний простір для губернатора, інших посадових осіб виконавчої влади та законодавчого органу. 
До кінця липня 2023 року Східну прибудову Капітолія було знесено в рамках проєкту модернізації Капітолія вартістю 1,2 мільярда доларів. Відповідно до веб-сайту проєкту (2021 рік), реконструкція прибудови необхідна для дотримання Закону про американців з обмеженими можливостями, оновлення будівельних норм, наприклад спринклерної системи, та усунення небезпеки. Три основні напрямки проєкту включають будівництво нової прибудови, створення підземного гаража для нової будівлі та створення підземного центру відвідувачів.
Додатково місто Сакраменто ще перед Другою світовою придбало нерухомість і державні облігації, які профінансували проєктування та будівництво двох нових будівель з метою розширення офісних площ. Міська влада затвердила бюджет витрат у розмірі 700 000 доларів США на придбання двох квадратних кварталів між 9-ю та 10-ю вулицями та вулицями L і M. Це був початковий етап того, що згодом стало Capitol Extension Group, двома додатковими будівлями, які обслуговують Капітолій. Через дорогу від головного фасаду історичного Капітолія  було побудовано т. зв. «Capitol Extension Group». Це дві будівлі-близнюки — Будівля бібліотеки та суду (відкрита в 1928 році) та офісна будівля № 1 (від 1987 року — будівля Джессі Унру).

## Архітектура (опис будівлі)
Загальною рисою Капітоліїв багатьох штатів, включаючи Каліфорнію, є портик, що відкривається в центральну ротонду, яка піднімається в купол. Ця архітектурна умовність, запозичена у римлян, створює надихаючий і величний вхід.
Для розміщення двопалатного (що складається з двох законодавчих палат) законодавчого органу, який Сполучені Штати запозичили у британців, проєкти багатьох капітоліїв включають два крила, які відходять від центральної ротонди. У Капітолії Каліфорнії Асамблея розташована в північному крилі, а Сенат — у південному.

### Додаткові посилання
- California State Capitol Photo gallery // Golden State Images (Professional Stock Photography) [Архівовано 15 серпня 2015 у Wayback Machine.]
- California State Capitol Photo gallery // Edward Crim Photography (2010) [Архівовано 14 травня 2021 у Wayback Machine.]
- California State History. Discovery Journal [Архівовано 24 липня 2019 у Wayback Machine.]